# Archives d'État de Wurtzbourg
Les archives d'État de Wurtzbourg sont les archives nationales du Land de Bavière pour le district de Basse-Franconie.

## Fonds
Les fonds des archives dans la résidence de Wurtzbourg concernent :
- Les territoires de l'Ancien Empire dans l'actuel district de Basse-Franconie, en particulier : le chapitre de chanoines et la principauté épiscopale de Wurtzbourg et les abbayes dépendantes, le chapitre de chanoines (de) et l'Électorat de Mayence (sur la Bavière) et les abbayes dépendantes, la ville impériale de Schweinfurt, le canton du cercle équestre de Franconie de Rhön-Werra, la commanderie de l'ordre de Saint-Jean de Jérusalem de Wurtzbourg-Biebelried et la commanderie de l'ordre Teutonique, l'abbaye de Fulda, archives aristocratiques (Schönborn, Fechenbach (de)...).
- Autorités et sous-autorités de l'État ainsi que des tribunaux du district de Basse-Franconie depuis le XIXe siècle.